# Таггарт, Адам
А́дам Джейк Та́ггарт (англ. Adam Jake Taggart; род. 2 июня 1993, Перт, Австралия) — австралийский футболист, нападающий клуба «Перт Глори». Выступает за сборную Австралии.

## Клубная карьера
Родился 2 июня 1993 в городе Перт. Воспитанник «Перт Глори».
В профессиональном футболе дебютировал 18 декабря 2010 года, выйдя в составе «Перт Глори» на игру с «Брисбен Роар». Матч завершился вничью 1:1. В клубе он провёл два сезона, приняв участие лишь в 10 матчах чемпионата, единственный гол забил в ворота «Голд-Кост Юнайтед».
В состав клуба «Ньюкасл Юнайтед Джетс» присоединился 2 марта 2012 года, где стал выступать в паре с известным английским форвардом Эмилем Хески. В сезоне 2013/14 с 16 голами (включая хет-трик в игре с «Мельбурн Харт») стал лучшим бомбардиром чемпионата Австралии, благодаря чему был признан лучшим молодым игроком А-лиги и включён в символическую сборную чемпионата. За команду из австралийского Ньюкасла сыграл 44 матча в национальном чемпионате.
В июне 2014 года подписал трёхлетний контракт с английским «Фулхэмом», однако травма на несколько месяцев отсрочила его дебют в первой команде. 1 сентября 2015 года Таггарт был отдан в аренду до января 2016 года клубу Шотландской премьер-лиги «Данди Юнайтед».
26 января 2016 года Таггарт покинул Британию, чтобы присоединиться к своему первому клубу «Перт Глори». Однако он не имел права играть за «Глори» до следующего сезона из-за правил ФИФА, которые ограничивают до двух количество клубов, за которые футболист может играть в течение одного сезона. В первой игре сезона 2016/17 против «Сентрал Кост Маринерс» Таггарт вышел на поле на позиции центрфорварда, забив дважды в первом тайме. Лидируя после первого тайма со счётом 3:0, «Глори» растратил преимущество, а в итоге матч завершился вничью 3:3.
1 мая 2018 года «Брисбен Роар» объявил о подписании контракта с Таггартом, предыдущий контракт футболиста с «Перт Глори» истёк. Он подписал соглашение на два года. 14 февраля 2019 года «Брисбен Роар» объявил, что Таггарт договорился о переходе в один из азиатских клубов.
18 февраля 2019 года Таггарт подписал контракт с «Сувон Самсунг Блюуингз» за неназванную сумму. Таггарт дебютировал 1 марта 2019 года в матче против «Ульсан Хёндэ», он вышел на замену на 63-й минуте, но не смог помочь клубу избежать поражения со счётом 2:1. 14 августа 2019 года он был признан лучшим игроком K-Лиги за июль. При этом в июле Таггарт практически не играл, он забил семь голов всего за шесть матчей в лиге, возглавив рейтинг бомбардиров K-Лиги. 17 августа 2019 года он оформил свой первый хет-трик в K-Лиге в матче против «Канвона». Он закончил свой дебютный в Корее сезон 2019 года как лучший бомбардир чемпионата.
20 декабря 2020 года Таггард перешёл в «Сересо Осака».
15 декабря 2022 года «Перт Глори» объявил, что Таггарт вернулся в клуб, подписав контракт на 3,5 года. 11 октября 2023 года, перед началом сезона А-лиги 2023/24, Таггарт и Марк Биверс были назначены вице-капитанами. Его хорошая форма на протяжении всего сезона позволила ему вернуться в сборную после двухлетнего перерыва.

## Выступления за сборные
С 2011 года привлекался в сборные Австралии разных возрастов.
3 декабря 2012 года дебютировал в официальных матчах в составе национальной сборной Австралии в отборочном матче на чемпионат Восточной Азии по футболу против сборной Гонконга (1:0), на 70-й минуте он заменил Арчи Томпсона. А через шесть дней в матче против Тайваня Таггарт оформил дубль, внеся вклад в разгромную победу Австралии со счётом 8:0.
В 2014 году попал в заявку сборной на чемпионат мира в Бразилии, где сыграл в матчах против Нидерландов и Испании.
В марте 2024 года Таггарт вернулся в национальную сборную после двух лет перерыва, получив вызов благодаря своей хорошей игре за «Перт Глори», он забил 15 голов в 19 матчах в сезоне А-лиги 2023/24.

## Достижения
«Сувон Самсунг Блюуингз»
- Обладатель Кубка Кореи: 2019[21]

Индивидуальные
- Обладатель Золотой бутсы А-Лиги (2): 2013/14[22], 2023/24[23]
- Молодой игрок сезона в А-Лиге: 2013/14[22]
- Команда сезона А-Лиги по версии ПФА (2): 2013/14[24], 2023/24[25]
- Обладатель Золотой бутсы Кей-Лиги 1: 2019[26]
- Член команды года Кей-Лиги 1: 2019[27]
- Игрок сезона «Перт Глори»: 2023/24[28]
- Гол года «Перт Глори» (2): 2017/18[29], 2023/24[30]
- Участник Матча всех звёзд А-Лиги: 2024[31]